# Platina, Brasilien
Platina är en ort i och kommun i Brasilien.  Den ligger i delstaten São Paulo, i den södra delen av landet.